# Neon Trees
Neon Trees är en amerikansk rockgrupp, bildad 2005 i Provo, Utah. Bandet har fyra medlemmar, Tyler Glenn (sång/keybord), Chris Allen (gitarr), Branden Campbell (basgitarr) och Elanie Bradley (trummor/sång). De är kända för hitsinglarna "Animal" och "Everybody Talks".

## Diskografi

### Album
- 2010 – Habits
- 2012 – Picture Show
- 2014 – Pop Psychology

### EP
- 2006 – Becoming Different People
- 2006 – Neon Trees
- 2009 – Start a Fire
- 2010 – iTunes Live from SoHo
- 2011 – iTunes Live: SXSW